# Лутациев мир

Территории, отошедшие к Риму в 241—238 до н. э.

Древняя Сицилия

Лута́циев мир — мирный договор между Римом и Карфагеном, завершивший 1-ю Пуническую войну. Назван по имени римского консула Гая Лутация Катула.
В 243 году до н. э. итог войны между Римом и Карфагеном был всё ещё не ясен. Обе стороны были истощены и не могли достичь решительного перевеса. Римляне решили одержать победу в войне в морском сражении. Для этого был построен новый флот, который вышел в море к началу лета 242 года до н. э. Так как карфагеняне не ожидали этого, Гай Лутаций успел захватить гавань Дрепана, взять город в осаду и блокировать с моря Лилибей. Для поддержки карфагенской армии на Сицилии карфагеняне сформировали флот под командованием Ганнона, который двинулся к Эгатским островам. Римский флот атаковал плывущие карфагенские корабли и одержал победу. В итоге большая часть карфагенского флота была уничтожена.
Это поражение привело к тому, что карфагеняне осознали нецелесообразность продолжения войны. Для ведения мирных переговоров полководцу Гамилькару Барке были даны неограниченные полномочия. Гамилькар и Лутаций договорились о мире на следующих условиях:
- Сицилия (кроме Сиракуз) передавалась римлянам;
- карфагеняне не могли вести войну против Сиракуз и их союзников;
- карфагеняне обязаны были вернуть римских пленников без выкупа;
- на Карфаген налагалась контрибуция в размере 2 200 эвбейских талантов серебром, которую он обязался выплатить в течение 20 лет.

Судьба карфагенян, находившихся в руках римлян, не оговаривалась, что означало, что Карфаген будет должен их выкупать из плена.
Гамилькару удалось добиться вывода своих воинов с оружием за определённую сумму, хотя Лутаций настаивал на выводе безоружными.
В Риме условия договора посчитали слишком мягкими и отправили на Сицилию сенатскую комиссию, в составе которой был родной брат Катула. В результате её работы добавилась статья о передаче римлянам всех островов между Сицилией и Италией, сумма контрибуции увеличивалась на тысячу талантов, а срок её выплаты сокращался вдвое.